# 모그 신시사이저

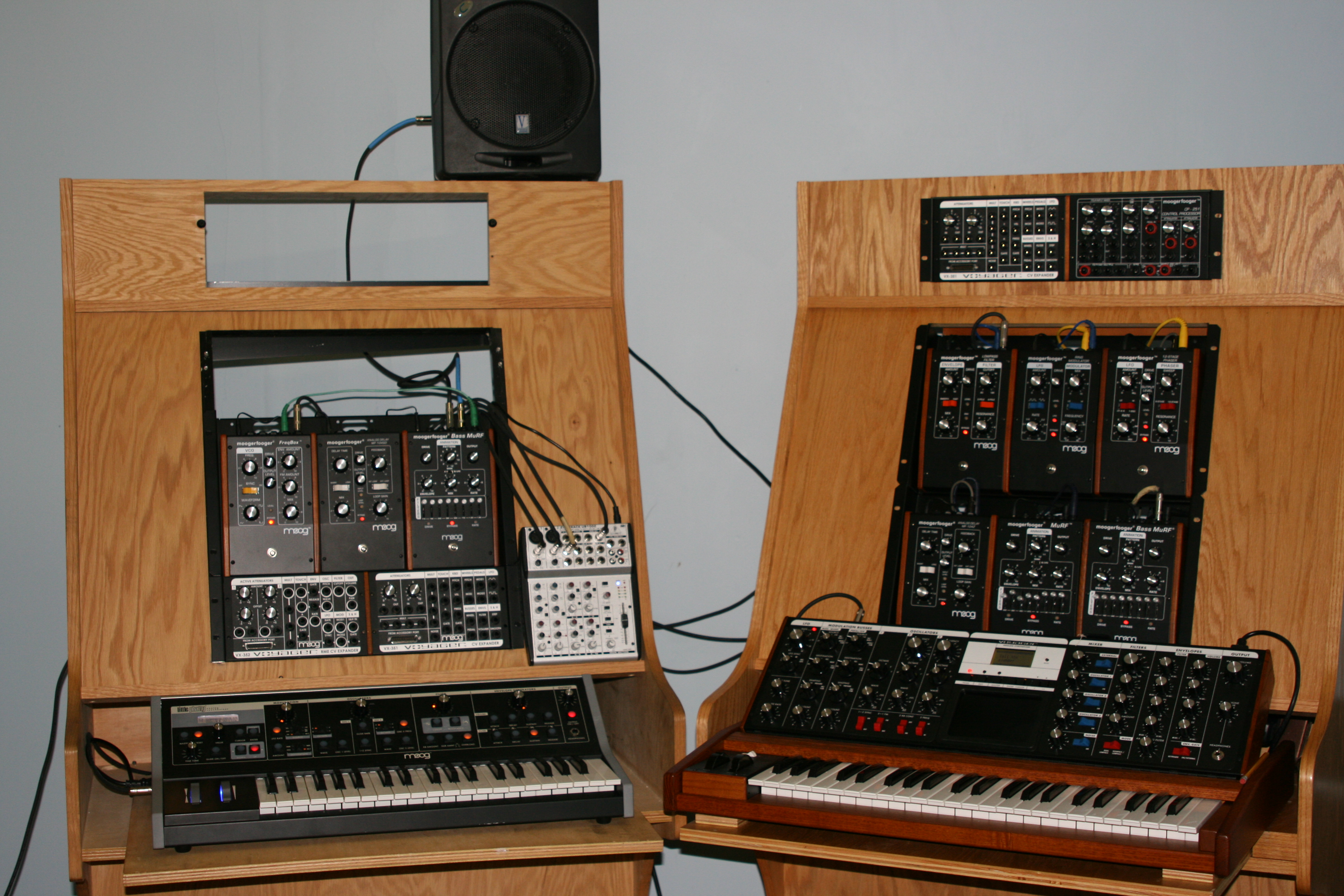
모그 신시사이저 (2007년)

모그 신시사이저(Moog synthesizer)는 모듈러 신시사이저로 미국의 엔지니어 로버트 모그가 개발했다. 모그는 R.A. 모그라는 회사를 통해 (이후 모그 뮤직으로 변경) 1964년 출시되어 1965년에서 1981년, 그리고 2014년 이후에 걸쳐 다양한 모델을 내놓고 있다. 모그는 최초로 상용화된 신시사이저 제품으로 오늘날 아날로그 신시사이저라 불리는 악기를 만들어 냈다.
모그 신시사이저는 분리된 모듈들을 통해 사운드를 만들어내는데 이 모듈들은 패치 코드로 연결된다. 모듈에는 전압 제어 오실레이터, 증폭기, 필터, 엔벌로프 생성기, 노이즈 생성기, 링 모듈레이터, 트리거, 믹서 등이 있다. 신세사이저는 키보드(건반)나 조이스틱, 페달, 리본 콘트롤러, 시퀜서 등을 통해 조작할 수 있다. 오실레이터는 다른 음색의 파형을 만들어 낼 수 있으며 이것을 변조하거나 필터링을 하여 사운드를 만들어 낼 수 있다.
1963년 로버트 모그는 수년간 테레민스를 만들어 팔고 있었는데 좀 더 실용적이고 저렴한 신시사이저에 대한 요구가 있자 개발을 시작했고 작곡가들이었던 허브 도이치, 리처드 테이텔바움, 블라디미르 우사체프스키, 웬디 카를로스 등으로부터 조언을 받았다. 모그의 주요 발명은 전압 제어가 가능한 오실레이터(발진기)로 전압을 통해 음높이를 조절할 수 있는 기기였다. 또한 그는 신시사이저의 기본 개념들인 모듈과 엔벌로프 생성기 등을 개발했다.
모그 신시사이저는 웬디 카를로스가 바흐의 곡들을 모그 신시사이저로 편곡한 베스트셀링 앨범 <Switched-On Bach>(1968년)로 유명세를 타게 되었다. 1960년대 말 도어스, 그레이트풀 데드, 롤링 스톤스, 비틀즈 등이 사용하기 시작하다가 1970년 예스, 탠저린 드림, 에머슨, 레이크 & 파머와 같은 프로그레시브 록 밴드들에 의해 그 인기가 절정에 이른다. 현악기나 관악기의 소리를 모방할 수 있는 기능은 세션 뮤지션들의 일자리를 위협했고 한동안 상업적 작업에 사용이 금지되기도 했었다. 1970년에는 포터블 형태의 미니모그가 출시되었다.

## 개발

### 배경

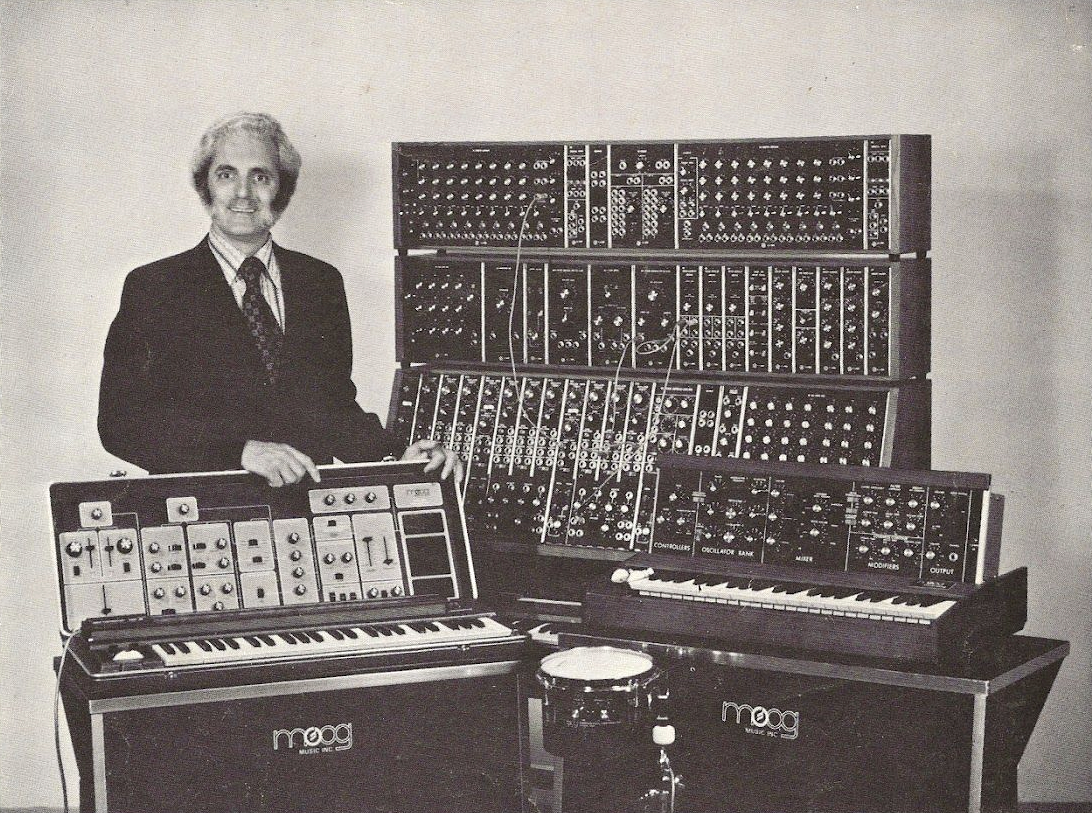
1970년대 로버트 모그

1960년대 초 전자음악 기술은 비실용적으로 주로 실험적 작곡가들에 의해 사용되었고 음악계 주류에는 미치지 못하고 있었다. 1963년 미국의 엔지니어 로버트 모그가 테레민(2개의 진공관에 의해서 맥놀이를 일어나게 하여 소리를 내는 전자 악기의 일종)을 만들어 팔고 있었는데 어느날 작곡가 허브 도이치를 만나게 된다. 도이치는 테레민과 테이프 녹음기, 단일 피치 오실레이터를 이용하여 전자음악을 만들고 있었는데 테이프를 잘라 붙이는 등 매우 많은 시간이 소요되는 작업이었다. 더 실용적이고 정교한 악기의 필요성을 느낀 모그와 도이치는 "포터블 전자 음악 스튜디오"라는 개념에 대해 논의하기 시작했다.
모그는 뉴욕주 중소기업협회로부터 1만6천 달러의 기금을 받아 뉴욕주 트루만스버그에서 개발을 시작했다. 당시 신시사이저와 같은 역할을 하는 악기들은 방 하나를 채울 정도로 컸다. 모그는 뮤지션들을 위한 좀 더 컴팩트한 기기를 만들고자 했다. 엄청나게 비싼 기타 앰프를 만들었던 경험으로부터 그는 실용성과 저렴한 가격이 가장 중요한 요소라고 여기고 있었다.

### 전압 제어
신시사이저가 나오기 이전, 수백개의 진공관을 통해 소리를 만들어 낼 수 있는 RCA의 Mark II 같은 기기가 있었다. 하지만 모그는 대신 당시 막 개발된 실리콘 트랜지스터를 사용하였고 특히 그 중에서도 입력 전압과 출력 전류 사이에 지수 관계가 있는 트랜지스터에 집중했다. 이를 통해 그는 전압 제어 오실레이터(VCO)를 발명했는데 이는 파형을 전압에 따라 조절할 수 있는 기기였다. 모그는 1 볼트에 한 옥타브를 기준으로 신시사이저를 만들었다. 또한 그는 전압으로 소리의 크기를 조절하는 전압 제어 증폭기(VCA)를 사용했다.
모그는 2개의 VOC와 하나의 VCA를 가지고 프로토타입을 만들었다. VCO 자체가 전압을 출력할 수 있으므로 두 개 중 하나를 사용하여 다른 VOC의 출력을 변조하여 비브라토 및 트레몰로와 같은 효과를 생성할 수 있었다. 모그에 의하면 도이치가 이것을 보고 기절초풍할 지경이었고 곧바로 프로토타입을 가지고 음악을 만들기 시작했는데 지하실 주변을 지나가던 이들이 멈춰서 그 소리를 듣고 고개를 저으며 이게 무슨 이상한 소리냐고 했다고 한다.

### 최초의 고객들

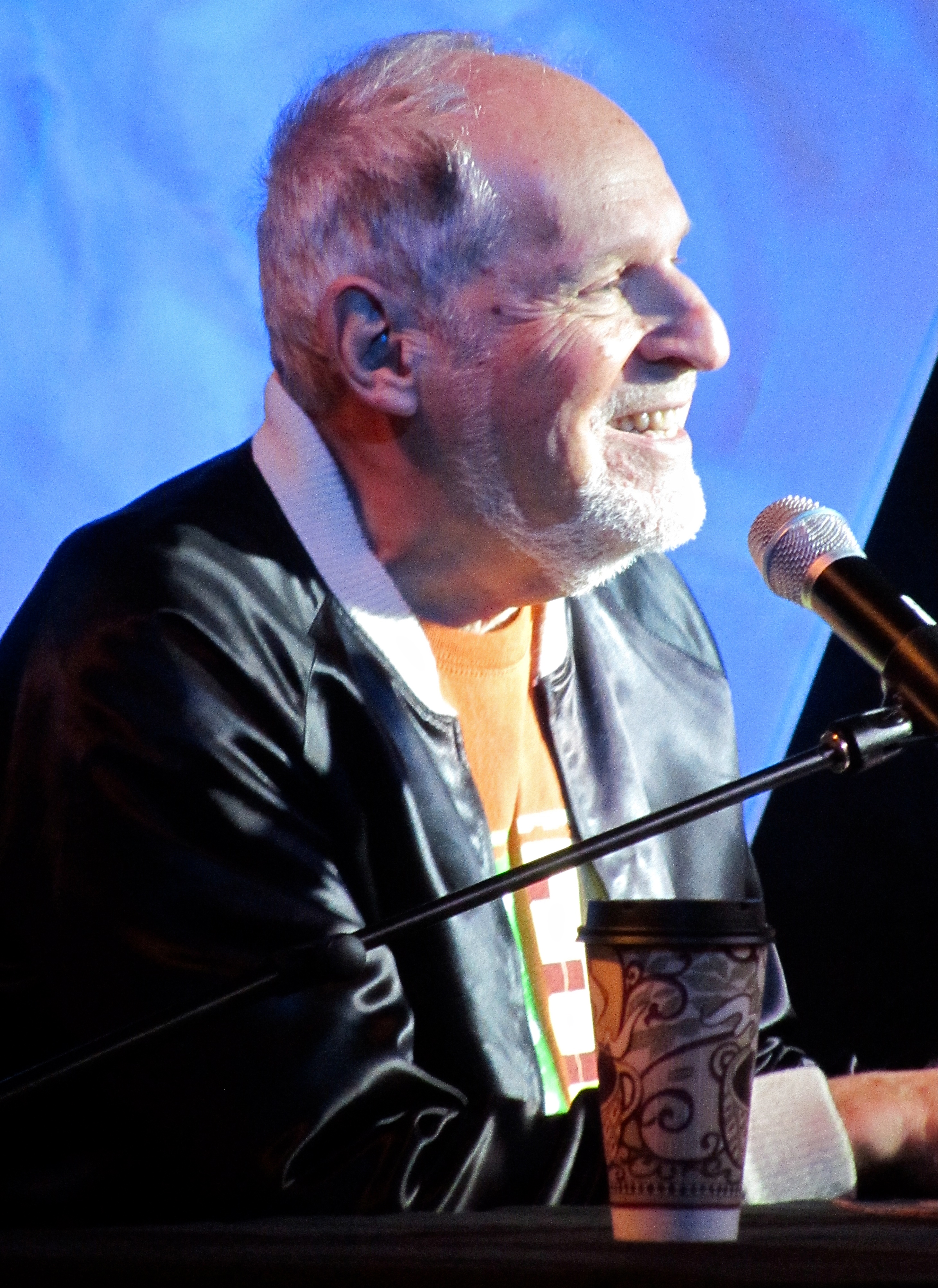
작곡가 허브 도이치는 모그가 신시사이즈를 개발하는 것을 도왔다.(사진은 2011년)

작곡가 허브 도이치는 모그가 신시사이저를 더욱 정교하게 만들도록 도왔다. 1964년 모그와 도이치는 토론토 대학교의 전자음악 스튜디오에서 신시사이저 시연을 했다. 이것에 강한 인상을 받은 작곡가들은 모그를 오디오 엔지니어링 학회가 그 해 10월에 가진 연례 모임에 초청했다. 그곳에서 신시사이저를 판매할 계획은 없었는데 몇몇 이들이 그곳에서 주문을 했다. 안무가였던 알윈 니콜라이가 최초로 제품화된 모그 신시사이저의 구입자였다. 그리고 처음으로 건반과 캐비넷 등을 갖춘 완제품을 구입한 이는 작곡가 에릭 사이데이였다. 사용 설명이 나온 책도 없었고 설정을 저장하거나 나눌 수도 없었던 그 당시 사용자들은 귀동냥을 하거나 모그나 도이치가 열었던 세미나에 참석하는 등 스스로 사용법을 익혀야 했다.
이후 뮤지션들과 작곡가들의 요청을 통해 신시사이저는 점차 정교해졌는데 예를 들어 도이치가 페이드 인/아웃 기능을 제안했고 이를 통해 모그는 초인종 버튼을 프로토타입으로 하여 엔벌로프 모듈을 발명했고 작곡가 구스타프 치아마가의 제안으로 파형에서 주파수를 제거하는 필터 모듈을 개발했다. 그가 처음으로 만든 필터는 와와 페달과도 같은 효과를 냈고 이후 독특한 "사다리" 필터를 개발하여 특허를 받았다. 이외에도 리처드 테이텔바움, 블라디미르 우사체프스키, 웬디 카를로스 같은 뮤지션들의 제안을 통해 개발은 진행되었는데 카를로스 같은 경우 최초로 터치 감지 키보드, 포르타멘토 컨트롤 및 필터 뱅크를 제안했고 이는 이후 표준 기능으로 자리잡았다.

### 논란들
모그는 "신시사이저"라는 단어 사용을 피했는데 이는 RCA의 신시사이저가 이미 있었기 때문이었다. 대신 그는 자신의 발명품을 "전자음악모듈 시스템"이라고 불렀다. "신시사이저"의 원래 의미는 부분에서 전체를 조립한다는 뜻이다. 여러 논쟁 끝에 모그는 결국 작곡가인 레이놀드 바이데나르에게 "이것은 신시사이저고 그것이 바로 이것이 하는 일이다. 그러니 그냥 그렇게 부르도록 하자"고 했다. 이후 1966년 모그는 처음으로 이 명칭을 광고지에 넣었고 1970년대 들어 "신시사이저"는 그러한 악기들을 지칭하는 표준어가 되었다.
블라디미르 우사체프스키나 모그의 경쟁업체였던 돈 부클라와 같은 경우 이것이 기능을 제한한다고 본 반면 모그는 대부분의 고객들이 키보드를 원하며 이것이 기기를 더욱 사용하기 쉽게 한다고 여겼다. 즉 키보드를 포함시킴으로 사용자들에게 신시사이저란 음악을 만드는 기기라는 것을 이해시키도록 돕는 것이라고 생각했다. 한편 모그는 키보드 외에도 마치 바이올린 줄을 사용하는 것 같이 사용자가 손가락을 이용해 음높이를 조절하는 리본 콘트롤러와 같은 것도 개발했다.
모그 모듈들은 1960년대 말 쯤에 확정되었고 1980년대 모그 뮤직이 사업을 접을 때까지 대부분 그대로 유지되었다. 모그는 원래 취미로 신시사이저를 만들었는데 사업을 하며 스트레스를 받았고 대차 대조표가 뭔지도 모를 정도였다. 당시의 경험에 대해 그는 마치 롤러코스터를 타는 것 같았다고 하며 "내가 심하게 망가지도록 사람들이 내버려두지 않을 거라는 것은 알고 있었지만 나는 통제를 잃고 있었다"고 했다.

## 구성

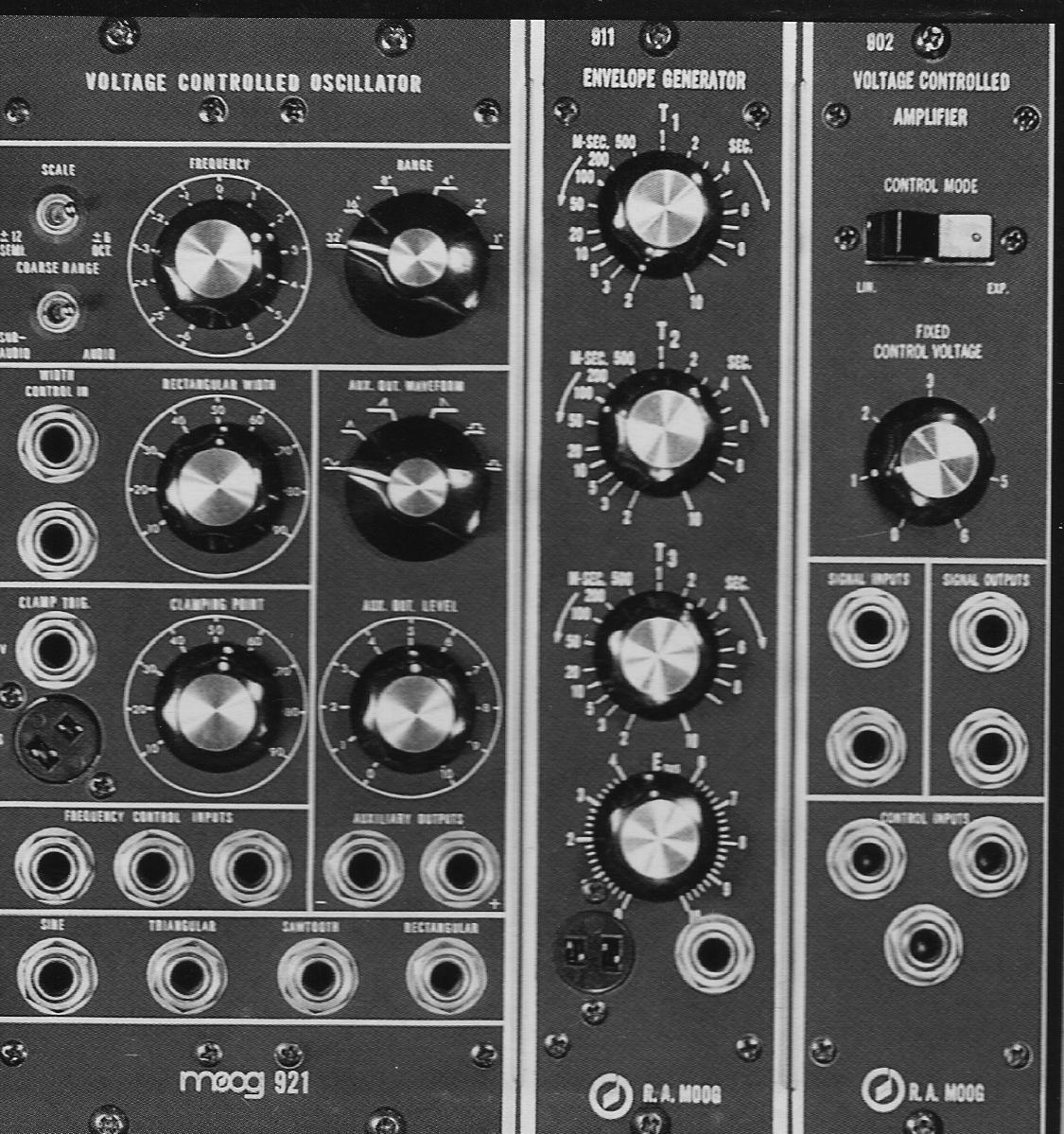
모듈: 921 VCO, 911 엔벌로프 생성기, 902 VCA

모그 신시사이저는 오실레이터, 앰프, 엔벌로프 생성기, 필터, 노이즈 생성기, 링 모듈레이터, 트리거, 믹서 등의 모듈들로 구성되어 있으며 이것들은 패치 코드를 통해 다양한 방식으로 연결된다. 모듈은 또한 서로를 조절하는데도 사용할 수 있으며 제대로 연결되지 않으면 소리가 생성되지 않는다.
신시사이저는 키보드(건반)나 조이스틱, 페달. 리본 콘트롤러 등으로 조작할 수 있다. 오실레이터를 통해 여러 가지 다른 음색의 파형과 오버톤을 만들어 낼 수 있는데 밝고, 꽉찬 브래스 음색의 톱니(sawtooth) 파형, 얇고 플루트 같은 음색의 삼각(triangle) 파형, 콧소리 같은 리드 음색의 펄스(pulse) 파형, 휘파람 소리 같은 사인(sine) 파형 등이 있으며 이 파형들은 변조되거나 필터링을 통해 여러 사운드를 만들어 낸다. 오실레이터는 음을 맞추기가 어렵고 작은 온도 변화에도 급변하는 경향이 있다. 모그의 초기 고객들은 보통의 음악을 연주하기 보다는 실험음악에 관심이 있는 이들이었기에 모그는 오실레이터를 안정적으로 만드는 것이 우선순위가 아니었다.
모그의 24db 저주파 통과 필터는 특히 모그의 독특한 "풍성하고" "즙이 많고" "두터운" 소리를 만들어 냈다. 이 필터는 두 개의 트랜지스터를 커패시터로 연결하고 사용자가 설정한 레벨 이상의 주파수를 감쇠해 주고 차단 주파수 주변의 주파수들을 증폭시켜 준다. 이 필터를 과구동(오버드라이브) 시켜주면 "모그 사운드"라고 불리는 독특한 디스토션 사운드가 만들어진다.

## 영향

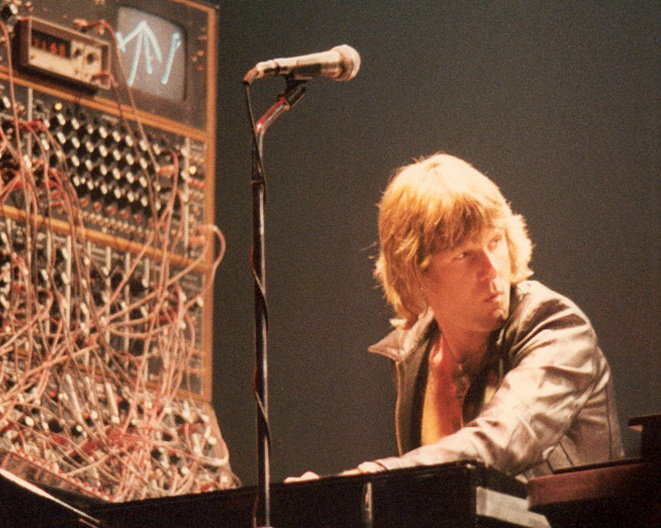
키보드 연주자인 키스 에머슨이 1970년 모그 신시사이저를 연주하고 있다.

모그는 그 이전의 신시사이저에 비해 훨씬 크기가 작았고 10만 달러 단위의 종전 기기에 비해 훨씬 저렴하여 약 1만 달러 정도였다. RCA의 Mark II가 펀치카드로 프로그램하게 되어있는데 비해 모그의 신시사이저는 키보드를 통해 실시간으로 연주할 수 있었기에 뮤지션들에게 매력이 있었다.
가디언지는 모그의 1964년 논문 <전압 제어 뮤직 모듈>을 통해 제안한 모그 신시사이저 모듈은 현대 아날로그 신시사이저의 개념을 창출했다고 했다. 아날로드 데이즈는 "전압 제어와 회로 디자인이 모그의 독창적인 발명은 아니었으나 이것들을 한 데 묶은 것은 혁신적인 아이디어로 지수 변화의 문제를 트랜지스터 회로를 사용하여 해결할 수 있음을 발견하여 그러한 회로를 구축하고 뮤지션들이 관심을 가질 수 있는 방식으로 작동하도록 했다"고 평했다.
대부분의 모그 신시사이저들은 대학교나 음반 레이블에서 소유하고 있었고 1970년 28명의 뮤지션들만이 갖고 있었다. 처음에는 실험음악가들인 리처드 테이텔바움, 딕 하이먼, 웬디 카를로스 같은 이들만이 사용했는데 1968년 카를로스는 바하의 음악을 모그 신시사이저로 편곡한 앨범 <Switched-On Bach>를 발매하여 세 개의 그래미 어워드를 수상하고 플래티넘을 기록한 최초의 클래식 앨범이 되었다. 이 앨범은 모그가 인기를 얻도록 했으며 신시사이저가 "무작위적 노이즈 머신" 이상의 악기라는 것을 보여주었다. 한동안 모그라는 명칭은 전자음악과 연계되어 사용되었고 모든 신시사이저를 일컫는 용어로 쓰이기도 했다.
록 음악에서 사용되기 시작한 것은 1967년 몽키즈의 앨범 <isces, Aquarius, Capricorn & Jones Ltd.>이었고 같은 해 도어스의 노래 "Strange Days"에 쓰였으며 1969년 조지 해리슨은 모그로 녹음한 앨범 <Electronic Sound>를 냈고 같은 해 비틀즈의 앨범 <Abbey Road> 수록곡인 "Because", "Here Comes the Sun", "Maxwell's Silver Hammer"에 쓰였다. 이외에도 당시 모그를 사용한 록 밴드들로 그레이트풀 데드와 롤링 스톤스 등이 있으며 허비 행콕, 얀 해머, 선 라 같은 재즈 뮤지션들도 있다.
1970년대 들어 모그의 인기는 하늘로 치솟았는데 이는 예스, 탠저린 드림, 에머슨, 레이크 & 파머 같은 프로그레시브 록 밴드들 덕이었다. 키스 에머슨은 모그를 라이브 공연에서 사용한 최초의 뮤지션으로 이는 그의 트레이드 마크가 되었고 마치 지미 헨드릭스가 기타를 다루듯 그는 키보드를 다뤘다는 평을 들었다. 1977년 도나 섬머의 곡 "I Feel Love"는 제작자가 미래의 느낌을 준다며 거의 전적으로 모그 신시사이저를 가지고 만들어졌다. 한편 로버트 모그는 이 곡에 대해 시퀀싱된 베이스 라인은 "뭔가 부족"하며 도나 섬머의 노래는 마치 "시퀀서와 싸우는 듯"하다고 평했다. 수 십년 후 힙합 그룹인 비스티 보이즈나 데이 마잇 비 자이언트와 윌코 같은 록 밴드들이 사용하면서 초기 모그 신시사이저의 음색에 관심이 다시금 일었다.
가디언지는 모그 신시사이저가 획기적이고 새로운 사운드로 미국에서 나타났을 때는 베트남전이 당시였고 "거의 모든 옛 질서들에의 도전"이 발발했던 시기라고 했다. 현악기나 나팔 같은 소리를 모방할 수 있었던 신시사이저는 세션 뮤지션들의 일자리를 위협했고 일정 기간 모그가 상업 작업에 사용될 수 없도록 하는 규제가 미국 음악가 연맹(AFM)을 통해 도입되기도 했다. 로버트 모그는 신시사이저 또한 다른 악기들처럼 훈련을 통해 기량을 쌓아야 하는 것인데 단지 모든 음악가들이 낼 수 있는 소리들이 모그 속에 있으며 단지 "야샤 하이페츠"라는 버튼을 누르기만 하면 최고의 바이올린 연주가 흘러나온다고 상상하는 것은 틀린 것이다"라고 AFM의 결정에 항변했다.

## 모델

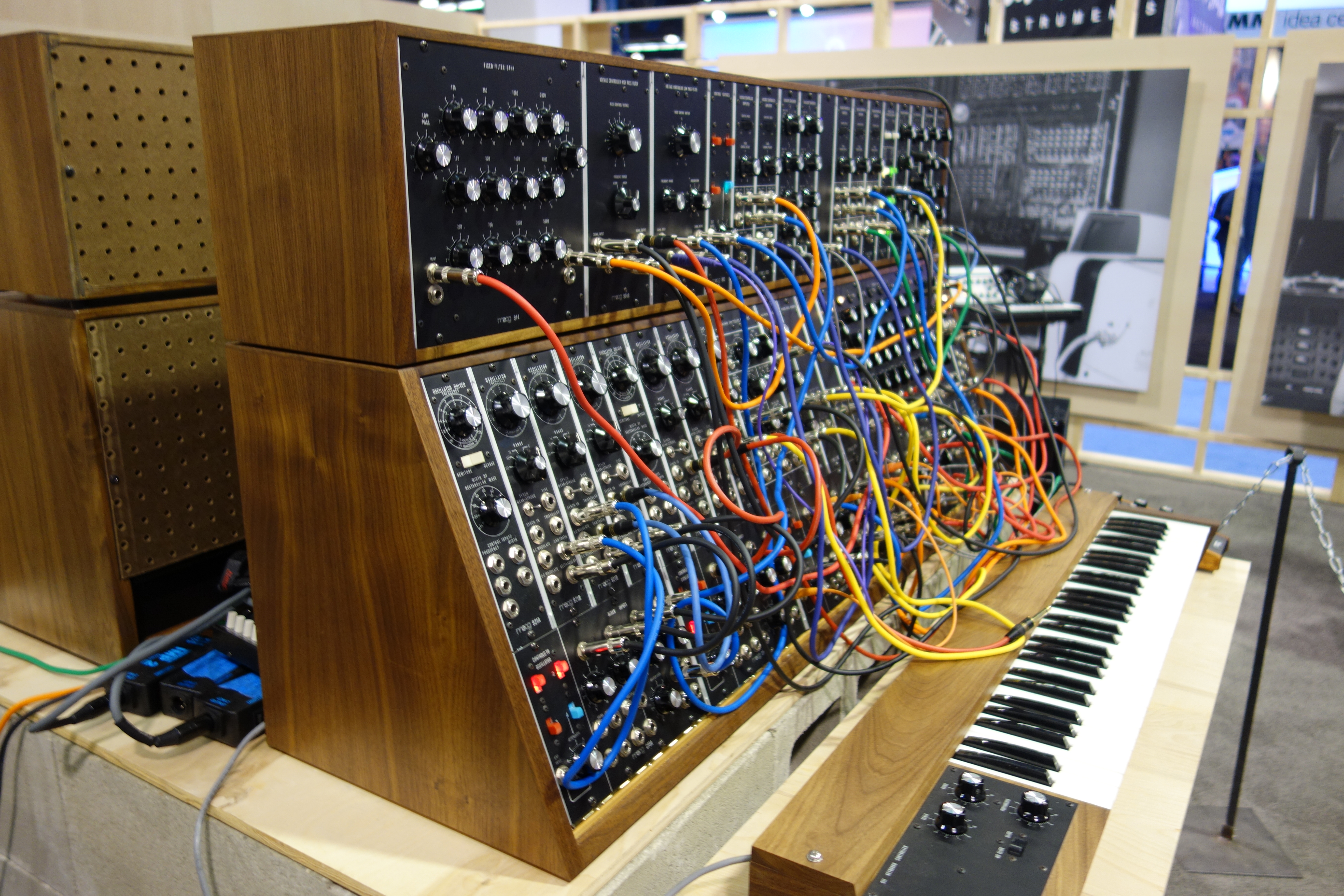
1973년에서 1981년에 제작되었던 모그는 2015년 시스템 55를 55개 한정판으로 제작 판매했다.

모듈의 컴비네이션을 구입자가 선택할 수 있기는 했지만 스탠다드 모델로 출시되기도 했다.
|                             | 제작        | 리이슈      | 리이슈 가격 | 출처                 |
| --------------------------- | ----------- | ----------- | ----------- | -------------------- |
| Ic                          | 1967—1973년 | -           | -           | [ 15 ] [ 16 ] [ 17 ] |
| IIc                         | 1967—1973년 | -           | -           | [ 18 ]               |
| IIIc                        | 1967—1973년 | 2017년      | $35,000     | [ 19 ] [ 20 ]        |
| Ip                          | 1967—1973년 | -           | -           |                      |
| IIp                         | 1967—1973년 | -           | -           |                      |
| IIIp                        | 1969—1973년 | 2018년      | $35,000     | [ 21 ] [ 22 ]        |
| Emerson Moog Modular System | 1969—1970년 | 2014—2017년 | $150,000    | [ 23 ] [ 24 ] [ 25 ] |
| Model 10                    | 1971—1973년 | 2019년—현재 | $9,950      | [ 26 ] [ 27 ] [ 28 ] |
| Model 12                    | 1972—1973년 | -           | -           | [ 29 ]               |
| Model 15                    | 1973—1981년 | 2015년      | $10,000     | [ 30 ] [ 31 ]        |
| System 35                   | 1973—1981년 | 2015년      | $22,000     |                      |
| System 55                   | 1973—1981년 | 2015년      | $35,000     | [ 32 ]               |

## 후속 제품들

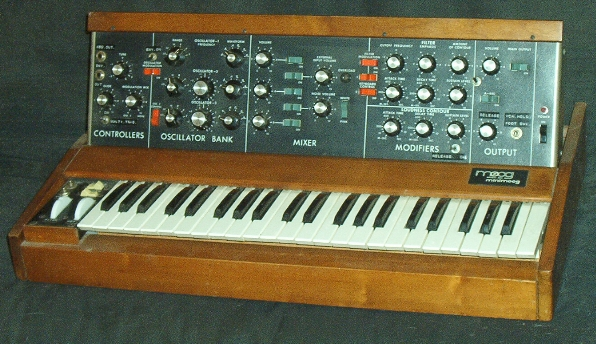
포터블로 제작된 모그 신시사이저 미니 모그

미니모그는 포터블로 제작된 모그 신시사이저로 1970년 출시되었으며 이후 모듈러 시스템은 모그 사업에 있어 부차적인 제품이 되었다. 미니모그는 신시사이저 역사에 있어 가장 유명하며 큰 영향력을 끼친 악기로 평가된다.
모그 뮤직이 매각된 이후 모그 신시사이저는 1980년대 초에 생산을 중지했고 모그의 모듈러 회로에 관한 특허와 권한 등은 1990년대에 만료된다. 2002년 로버트 모그가 다시금 모그 브랜드의 권한을 되찾고 회사를 구입한 뒤 업데이트된 모델 미니모그 보이저를 출시했으며 2016-2017년에는 오리지널 미니모그를 약간의 변형을 거쳐 다시 내놓았다. 2018년에는 그랜드마더를 2019년에는 매이트리아크 모델을 출시했다.

### 클론 및 에뮬레이션
1980년 모그 신시사이저가 생산을 중단하면서 몇몇 회사들이 자체적으로 모그 모듈을 생산하기 시작했다. "닷컴"이나 "5U" "유로팩" 포맷이 현재 많이 사용되고 있으며 2020년에 베링거에서는 모그 모듈 클론을 유로팩 포맷으로 출시했다.
모그 신시사이저는 소프트웨어 신시사이저로도 만들어졌는데 알투리아의 모듈러 V와 같은 것들이 있다. 2016년 모그는 모그 모델 15 앱을 iOS용으로 제작했고 이후 2021년에 맥용으로도 출시했다.